# Hospital Federal da Lagoa
Hospital Federal da Lagoa é um hospital público vinculado ao Ministério da Saúde localizado no bairro de Jardim Botânico, no Rio de Janeiro.

## Histórico
O Hospital Federal da Lagoa (HFL) foi oriundo do Hospital Sul América que demorou oito anos para ser construído e, ao ficar pronto, foi posto à venda, sendo adquirido pelo Instituto de Aposentadorias e Pensões dos Bancários - IAPB. Em 1962, foi inaugurado com o nome de Hospital dos Bancários. Em 1967, foi transferido para o INPS e posteriormente para o Ministério da Saúde. Em 1999, foi municipalizado.
Em dezembro de 2017, houve várias grandes filas de pacientes no Hospital em busca de atendimento. Sendo idosos, adultos e até crianças.
Em maio de 2020, o Conselho de Enfermagem acha 116 leitos bloqueados no Hospital por falta de profissionais em uma inspeção.

## Localização
O complexo hospitalar do Hospital Federal da Lagoa está localizado na Rua Jardim Botânico, 501, em Jardim Botânico, Zona Sul da Cidade do Rio de Janeiro.

## Caracterização
O hospital conta atualmente com, aproximadamente, 450 leitos em funcionamento, oferecendo serviços como:
- Serviço de Emergência;
- Cardiologia;
- Cirurgia Geral;
- Cirurgia Pediátrica;
- Cirurgia Plástica;
- Cirurgia Vascular;
- Coloproctologia;
- Neurocirurgia;
- Neurologia;
- Oftalmologia;
- Ortopedia e Traumatologia;
- Unidade Coronariana;
- Urologia;
- UTI Adulto;
- UTI Pediátrica.